# Капельный маркетинг
Капельный маркетинг (англ. Drip marketing) – один из видов коммуникационной стратегии, при которой письменные или иные виды посланий отправляются клиенту с определённой регулярностью. Наиболее прост в реализации и эффективен капельный email-маркетинг.
Термин произошёл от аналогии с сельскохозяйственным методом полива (капельное орошение).

## Задачи и отличия
Капельный маркетинг отличается от других видов маркетинга несколькими параметрами:
- время сообщений соответствует заранее определённому графику;
- сообщения объединяются в серии, применимой к конкретному поведению или статусу получателя;
- автоматизация[2][3].

Также часто под капельным маркетингом подразумевают процесс построения отношений с «холодными» лидами (потенциальными клиентами, которые ещё не решили оформить покупку). Главной задачей является привлечение лидов к покупке через формирование доверия к компании путём доказательства компетенции и опытности вашей компании с момента первого контакта с потенциальным покупателем и поддержания с ним таких отношений на протяжении всего его «пути покупателя».

## Преимущества капельного маркетинга
- Повышение осведомлённости о бренде или товаре через постоянный контакт с лидом.
- Охват большего количества лидов помогает сохранить время тем, кто отвечает за оформление продажи.
- Подогрев холодной базы контактов помогает увеличить количество продаж и повысить доход.
- При должном общении с клиентом, повышается вероятность совершения повторных покупок и рекомендаций среди знакомых. При этом необходимо показать экспертность в своей области и давать полезную информацию тем лидам, которые не уверены в покупке по причине своей неосведомлённости.
- Актуальности – с капельными кампаниями организации доставляют правильную информацию в нужный момент.
- Формирования потенциальных клиентов – одной из целей капельного маркетинга является воспитание клиентов на ранних стадиях, пока они не станут готовыми к продажам. Непрерывная поставка потенциальных клиентов на различных этапах процесса продаж помогает максимизировать маркетинговые и коммерческие усилия.
- Повышения эффективности – капельный маркетинг освобождает ценные ресурсы и экономит время благодаря автоматическим процессам. Это исключает необходимость помнить о месте каждого потенциального клиента в цикле продаж, обучая и воспитывая его.

## Медиа-методы
- Электронный адрес. Наиболее часто используемой формой капельного маркетинга является электронный маркетинг, из-за низкой стоимости, связанной с отправкой нескольких сообщений с течением времени. Капельный email-маркетинг часто используется в сочетании с web-формой в методе, называемом автоответчиком.
- Адресная почтовая рассылка. Существует программное обеспечение прямой почтовой рассылки, которое позволяет использовать методы капельного маркетинга, используя стандартную почтовую почту. Эта технология основана на цифровой печати, где низкоуровневые тиражи являются оправданными по стоимости, а переменные данные могут быть объединены для персонализации каждого капельного сообщения.
- Социальные медиа. Принципы капельного маркетинга были применены во многих инструментах маркетинга в социальных сетях при планировании серии обновлений.